# Кэддо (народ)
Кэддо, или каддо (англ. Caddo) — конфедерация нескольких индейских племён южной части Великих равнин США, которые в XVI веке населяли территории нынешних штатов Техас (восток), Луизиана (запад) и частично юг Арканзаса и Оклахомы в историческом регионе, известном как Сосновый лес. В настоящее время кэддо представляют собой единое племя со столицей в городе Бингере (штат Оклахома). Кэддоанские диалекты слились в один язык кэддо.

## История
Согласно устной традиции кэддо племя возникло в северной Луизиане. Их культура развивалась в Арканзасе и Луизиане и оттуда распространилась южнее и западнее. Племя кэддо состоит в родстве с племенами уичита и пауни, чьи языки также относятся к кэддоанским. Между 500 и 800 годами кэддо сформировались как отдельный народ.
Кэддо занимались сельским хозяйством, выращивали кукурузу, причём бо́льшую часть года климат был благоприятным для выращивания. Однако в 1276—1299 годах область их проживания постигла Великая засуха, которая одновременно уничтожила культуру анасази на юго-западе.

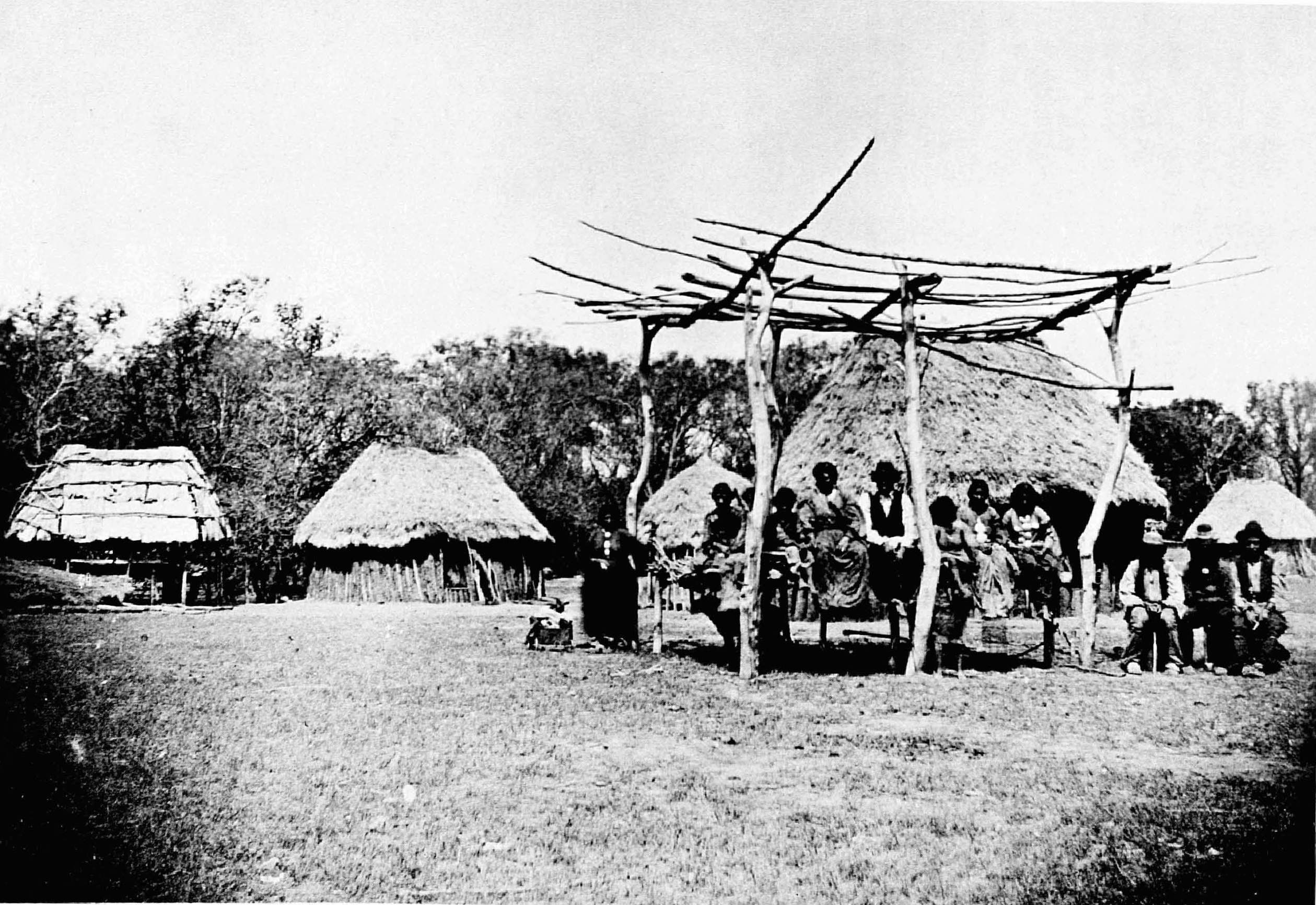
Деревня кэддо (1870-е годы)

Племена кэддо делились на три конфедерации, связанные общим языком: хасинай, кэдохадачо и натчиточес. Хасинай и кэдохадачо проживали на востоке нынешнего штата Техас, а натчиточес — на северо-западе нынешней Луизианы. Именно племя хасинай дало название штату Техас (от кэддоанского «táysha», далее от исп. Tejas — «друг»).
Народ кэддо впервые встретился с европейцами в 1542 году, когда через территорию кэддо прошла экспедиция Эрнандо де Сото. Произошло вооружённое столкновение между силами де Сото и одним из кэддоанских племён, которое, по записям экспедиции, называлось «тула», около нынешнего Кэддо Гэп в штате Арканзас. В честь этого события был сооружён памятник. После прибытия миссионеров из Испании и Франции численность кэддо существенно сократилась из-за эпидемии оспы.
В 1859 году правительство Техаса переселило оставшихся кэддо с их территории в резервацию в Оклахоме, а в 1874 году кэддо официально объединились как отдельное племя. География сухих равнин сильно отличалась от лесов, в которых кэддо привыкли жить, и процесс адаптации был болезненным.
Пища кэддо отличается разнообразием. С давних времён наиболее распространёнными продуктами питания были сушёная кукуруза, подсолнечные семена и тыквы, а также дикие индейки.